# Élections générales albertaines de 1979
L'élection générale albertaine de 1979 eut lieu le 14 mars 1979 afin d'élire les députés de l'Assemblée législative de l'Alberta.

## Résultats
| Parti                      | Parti                      | Chef        | # de candidats | Sièges | Sièges | Sièges  | Voix    | Voix    | Voix    |
| Parti                      | Parti                      | Chef        | # de candidats | 1975   | Élus   | % Diff. | #       | %       | % Diff. |
| -------------------------- | -------------------------- | ----------- | -------------- | ------ | ------ | ------- | ------- | ------- | ------- |
|                            | Progressiste-conservateur  |             | 79             | 69     | 74     |         | 408 097 | 57,40 % |         |
|                            | Crédit social              |             | 79             | 4      | 4      | -       | 141 284 | 19,87 % |         |
|                            | Nouveau Parti démocratique |             | 79             | 1      | 1      | -       | 111 984 | 15,75 % |         |
|                            | Libéral                    |             | 78             | -      | -      | -       | 43 792  | 6,16 %  |         |
|                            | Indépendant                | Indépendant | 12             | 1      | -      | -100 %  | 5 449   | 0,77 %  |         |
|                            | Communiste                 |             | 7              | -      | -      | -       | 357     | 0,05 %  |         |
| Total                      | Total                      | Total       | 334            | 75     | 79     |         | 710 963 | 100 %   |         |
| Source : Elections Alberta |                            |             |                |        |        |         |         |         |         |

Notes :
* N'a pas présenté de candidats lors de l'élection précédente